# Isaac Ducas Comneno

Estandarte atribuido a Isaac Comneno de Chipre

Isaac Ducas Comneno (h. 1155-1195/1196) fue señor de Chipre desde el 1184 y declaró la isla independiente del Imperio romano de Oriente, del que hasta entonces había sido provincia. Fue depuesto por Ricardo I de Inglaterra en el 1191, debido a un conflicto familiar y monetario con el rey inglés.

## Orígenes familiares
Su madre fue Irene Comneno, hija del príncipe Isaac Comneno y nieta del emperador romano de Oriente Juan II Comneno. Su padre era miembro de la familia Ducas Camatero, pero su nombre se ignora. Como era tradicional, Isaac adoptó el apellido del progenitor de mayor rango, en su caso, el materno.
A la muerte del emperador Juan II en 1143, el trono en lugar de pasar a su tercer hijo, el mayor de los supervivientes, Isaac, pasó al benjamín, Manuel. Isaac aceptó servir a su hermano con el título de sebastocrátor; se casó con Teodora Camaterina († 1144), que le dio una hija llamada Irene, entre otros hijos. Esta Irene fue la madre del Isaac que luego fue señor de Chipre.

## Gobernador de Isauria
Isaac desposó a una princesa armenia. El emperador Manuel lo nombró gobernador de Isauria y de la ciudad de Tarso, desde donde emprendió una guerra para conquistar el Reino armenio de Cilicia, pero fue capturado por los enemigos. Nadie se preocupó mucho por él puesto que el emperador Manuel había muerto el 1180, por lo que su cautiverio fue largo. Finalmente su tía, Teodora Comneno, reina consorte de Jerusalén convenció al nuevo emperador, Andrónico I Comneno, para que contribuyese al pago del rescate. Constantino Macroducas, amigo de la niñez de Isaac, también aportó fondos. Unos caballeros templarios, a los que el historiador Nicetas Coniata denomina los Phreri, también lo hicieron.

## Señor de Chipre
Los armenios liberaron a Isaac el 1185, pero este, cansado de estar al servicio del emperador, contrató a una banda de mercenarios con el dinero que había sobrado del rescate y zarpó hacia Chipre. Allá presentó unos papeles falsificados con órdenes de obedecerlo y merced a ellos se hizo con el gobierno de la isla.
Andrónico mandó que lo arrestaran a él y a Constantino Macroducas por traición cuando recibió la noticia de la treta que había empleado Isaac para hacerse con el poder en Chipre. Isaac aseguró al emperador que no quería hacer el territorio independiente, sino únicamente obtener el cargo gubernamental que creía merecer. Entonces un adivino se presentó en la corte romana de Oriente y le predijo a Andrónico que alguien relacionado con la letra «I» lo derrocaría; el emperador pensó que se trataba de Isaac. El día del juicio, 30 de mayo del 1185, mientras unos oficiales conducían a los presos a presencia del emperador, el primer ministro Esteban Hagiocristoforita incitó a la multitud a que los apedreara. Sin embargo, Isaac consiguió huir y creó un patriarcado independiente en Chipre, donde se coronó emperador.
Una revuelta estalló en Constantinopla el 12 de septiembre: Andrónico fue depuesto y en su lugar fue entronizado Isaac II Ángelo. Este preparó una flota de setenta barcos para recuperar Chipre. La escuadra llegó a la costa chipriota, pero antes de poder desembarcar las tropas que traía, fue apresada por un pirata llamado Margaritone de Bríndisi, contratado por el rey Guillermo II de Sicilia.
Al poco de su coronación como emperador de Chipre, Isaac, se dedicó a robar por toda la isla y a raptar mujeres para su placer. Nicetas Coniata lo describe como un hombre cruel e irascible. En una ocasión, empujado por un acceso de ira, hizo cortarle el pie a quien había sido su maestro, Basilio Pentaceno.

## La tercera cruzada

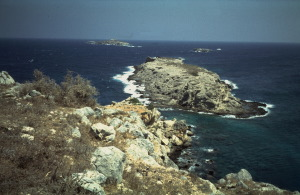
El cabo Apostolos Andreas, donde mantenido cautivo.

Un grupo de barcos de cruzados que iban hacia Tierra Santa en el 1189 en respuesta al llamamiento del papa a la tercera cruzada fue dispersado por una tormenta. El barco en el que viajaban Juana, la hermana de Ricardo Corazón de León, y su prometida Berenguela de Navarra fue empujado hacia las costas de Chipre; en esta nave también iba el dinero para pagar a los soldados del ejército de Ricardo. Isaac retuvo a las viajeras en calidad de rehenes.
Cuando Ricardo supo dónde se hallaban y qué les había sucedido puso rumbo a Limasol, adonde llegó el 1 de mayo del 1191; pidió a Isaac que liberara a los prisioneros y le devolviera el dinero del que se había incautado. Isaac rehusó y Ricardo hizo desembarcar las tropas que lo acompañaban y se apoderó de Limasol. Otros príncipes procedentes de Jerusalén también llegaron a la ciudad y tomaron partido por el monarca inglés; entre ellos se encontraba Guido de Lusignan.
Los magnates de la isla abandonaron a Isaac y se ofrecieron a firmar la paz con Ricardo. El mismo Isaac propuso unirse a él en la cruzada y darle a su hija para que la casara con el caballero que creyera conveniente, pero mientras Ricardo sopesaba la propuesta, Isaac intentó huir. Entonces Ricardo conquistó toda la isla: Isaac se rindió el 1 de junio; fue aherrojado con cadenas de plata, porque Ricardo le había prometido que no usaría hierro con él. El soberano inglés nombró gobernadores de la isla a Ricardo de Camville y Roberto de Thornham. Luego vendió la isla a los templarios y en el 1192, a Guido de Lusignan.
Isaac permaneció en el cabo Apostolos Andreas, en el extremo norte de la isla. Los hospitalarios lo trasladaron luego a la fortaleza de Margat, cerca de Trípoli.
Cuando acabó la tercera cruzada, Ricardo fue hecho prisionero por el duque Leopoldo V de Austria; una de las condiciones para ser liberado fue que se libertara a su vez a Isaac Comneno, que era pariente de la madre del duque austriaco.
Después de ser liberado, Isaac viajó al Sultanato de Rum, donde buscó apoyo contra el emperador romano de Oriente Alejo III Ángelo, que se había coronado el 1195; su ambición se vio truncada, pues murió envenenado en el 1195 o 1196.

## La hija de Isaac
Las fuentes documentales no dan el nombre de su hija, solo la mencionan como «la señorita de Chipre». Cuando su padre fue depuesto, fue acogida entre las damas que viajaban con Ricardo Corazón de León y, acabada la cruzada, marchó con ellas a la corte inglesa. Pasó al cuidado de Leopoldo de Austria en el 1194, como parte de las condiciones del rescate del rey Ricardo.
Más tarde vivió en Provenza. En el 1202 se casó con Thierry, un hijo ilegítimo de Balduino I de Constantinopla, cuando este todavía era conde de Flandes. En el 1204 los esposos marcharon con los guerreros de la cuarta cruzada e intentaron reclamar el gobierno de Chipre, como herederos, pero no lo obtuvieron y acabaron huyendo a Armenia.
| Predecesor: - | Emperador de Chipre 1185 - 1191 | Sucesor: Isla conquistada por Ricardo Corazón de León y vendida a los caballeros templarios. Guido de Lusignan como Señor de Chipre |